# Diplocephalus arvernus
Diplocephalus arvernus là một loài nhện trong họ Linyphiidae.
Loài này thuộc chi Diplocephalus. Diplocephalus arvernus được J. Denis miêu tả năm 1948.